# Katedra w Pampelunie
Katedra metropolitarna w Pampelunie (hiszp. Catedral Metropolitana de Santa María la Real, bask. Iruñeko katedrala) – rzymskokatolicki kościół w Pampelunie, zlokalizowany przy Plaza de San José, pełniący funkcję katedry archidiecezji Pampeluny i Tudeli.

## Historia
Budynek obecnej katedry stoi w miejscu wcześniejszych kościołów. Prawdopodobnie najstarszy z nich został zburzony w 924 roku podczas inwazji kalifa Kordoby Abd ar-Rahmana III. Świątynię odbudowano w XI wieku za panowania Sancho III. Kościół ten uległ zniszczeniu w latach 1083-1097 i został odbudowany w latach 1100–1127. W 1391 roku budowla zawaliła się, pozostała tylko fasada. Budowla obecnego kościoła rozpoczęła się w 1394 roku i trwała do roku 1501. Zachodnia fasada została zaprojektowana przez Venturę Rodrígueza w 1783 roku.

## Architektura i sztuka
Zasadnicza bryła budowli jest w stylu gotyckim, natomiast fasada zachodnia w neoklasycznym. Kościół zbudowano na planie krzyża łacińskiego.